# Tim Staubli
Tim Staubli, né le 16 avril 2000 à Buchs en Suisse, est un footballeur suisse, qui évolue au poste de milieu de terrain au FC Wil.

## Biographie

### En club
Né à Buchs en Suisse, Tim Staubli est formé au FC Saint-Gall. Il signe son premier contrat professionnel le 24 mai 2019. Le 8 décembre 2019, il fait ses débuts en professionnel, à l'occasion d'un match de Super League contre le FC Thoune. Il entre en jeu à la place de Betim Fazliji, et son équipe s'impose par quatre buts à un.
Le 22 décembre 2020, il inscrit son premier but en Super League, lors de la réception du BSC Young Boys. Toutefois, il ne peut empêcher la défaite de son équipe (1-2).

### En sélection
Avec les moins de 16 ans, il est l'auteur d'un doublé face à la Slovénie, le 13 octobre 2015 (victoire 0-2).